# دی‌بوتیل مالئات
دی‌بوتیل مالئات یک ترکیب آلی با فرمول 2(CHCO2Bu) (Bu = بوتیل) است. این ترکیب، دی‌استرِ غیر اشباع دی‌کربوکسیلیک اسید مالئیک اسید است. شکل فیزیکی آن به صورت مایع روغنی بی‌رنگ است، اگرچه نمونه‌های ناخالص ممکن است زرد به نظر برسند.

## سنتز
دی‌بوتیل مالئات را می‌توان از واکنش مالئیک اسید انیدرید و ۱-بوتانول در حضور پی-تولوئن‌سولفونیک اسید تهیه کرد.

## همچنین ببینید
- دی‌متیل مالئات